# Un amor
Pour plus de détails, voir Fiche technique et Distribution.
Un amor est un drame romantique espagnol réalisé par Isabel Coixet et sorti en 2023,.

## Fiche technique
Sauf indication contraire, les informations mentionnées dans cette section peuvent être confirmées par les bases de données cinématographiques IMDb et Allociné,  présentes dans la section « Liens externes ».
- Titre original : Un amor
- Réalisation : Isabel Coixet
- Scénario : Isabel Coixet et Laura Ferrero, d'après l'œuvre de Sara Mesa
- Musique : Carmen Rodriguez Diaz
- Décors : Uxua Castelló
- Costumes : Suevia Sampelayo Vázquez
- Photographie : Bet Rourich
- Son : Albert Gay
- Montage : Jordi Azategui
- Production : Marisas Fernandez Armenteros, Sandra Hermida Muñiz et Belén Atienza Azcona
  - Production déléguée : Cristina Lera Gracia
- Sociétés de production : Buena Pinta Media, Crea SGR, Institut Català de les Empreses Culturals, ICAA, Monte Glauco, Movistar Plus+, Perdición Films, RTVE et TV3
- Sociétés de distribution : Film Constellation et Arizona Distribution
- Pays de production :  Espagne
- Langue originale : espagnol
- Format : couleur
- Genre : Drame romantique
- Durée : 129 minutes
- Dates de sortie :
  - Espagne : 
    - 26 septembre 2023 (Saint-Sébastien)
    - 10 novembre 2023 (en salles)

  - France : 9 octobre 2024

## Distribution
- Laia Costa : Natalia
- Hovik Keuchkerian : Andreas
- Luis Bermejo : Casero
- Hugo Silva : Piter
- Ingrid García-Jonsson : Lara
- Francesco Carril : Carlos
- Tamara Berbés : Peluquera
- Violeta Rodríguez : Sofia

## Sortie

### Accueil critique
En France, le site Allociné donne une moyenne de 3,1⁄5, d'après l'interprétation de 10 critiques de presse.